# Het machtige monument
Het machtige monument is een stripverhaal uit de reeks van Suske en Wiske. Het werd geschreven door een scenario- en tekenteam onder leiding van Peter Van Gucht en Luc Morjaeu en vanaf 22 april 2008 gepubliceerd in De Standaard en Het Nieuwsblad. De eerste albumuitgave was op 23 juni 2008.
De oorspronkelijke titel was De dansende dozen, maar in december 2007 werd besloten om deze titel te wijzigen.

## Locaties
Dit verhaal speelt zich af op de volgende locaties:
- België, Brussel, het Atomium, restaurant Broodthaers, politiebureau, winkelcentrum Heide-Kalmthout, Oost-Europa, Khulewitz, onderaardse werkplaats, paleis, kerkers van het vorig kasteel, schuilplaats in berg, de Heizel met Expo 58.

## Personages
In dit verhaal komen de volgende personages voor:
- Suske, Wiske, tante Sidonia, Lambik, Jerom, nachtwaker, Janssen (politieagent), inspecteur, dief, Fritz en andere douanebeambte, professor Molekuhl, koning, vrachtwagenchauffeur, lakei, Krimson.

## Uitvindingen
In dit verhaal spelen de volgende uitvindingen mee:
- de draagbare teletijdmachine.

## Het verhaal
Suske en Wiske helpen met een schoolreisje en overnachten met de kinderen in het Atomium. De groep wordt geëvacueerd nadat de nachtwaker een dreigtelefoontje krijgt en het Atomium verdwijnt dan spoorloos. De wagen van de dief wordt gevonden en hij gaat te voet op pad, maar verstopt zijn koffer als hij gaat eten. De koffer wordt door de politie gevonden en professor Barabas wordt naar het bureau gehaald, de minister van openbare veiligheid wil dat hij het ding onderzoekt. Professor Barabas gaat met het ding naar zijn laboratorium en ontdekt dat er een atoompers en een doosje in de koffer zitten. Lambik laat de inhoud van het doosje per ongeluk ontsnappen en professor Barabas waarschuwt dat de atomen kunnen ontploffen met de kracht van een kernexplosie. Lambik en Jerom volgen het verkleinde atomium en komen in winkelcentrum Heide-Kalmthout. Het standbeeld van Willy Vandersteen helpt het Atomium vangen, hij leeft altijd nog in dit gebied. Professor Barabas wordt ontvoerd en de dief stuurt een grote kist per vrachtwagen over de grens. De vrienden zetten een val en volgen de boeven via een zender naar Khulewitz in Oost-Europa.
De vrienden bieden zich aan als personeel op het paleis, Jerom en Lambik gaan met een vermomming op pad maar worden toch herkend. De koning laat enthousiast een miniatuur van de Expo van 1958 zien, zijn kasteel is ook geheel in die stijl gebouwd en ingericht. Professor Molekuhl heeft een kopie van het Atomium gemaakt en als de vrienden vertellen dat het echte Atomium gestolen is, is de koning dolblij dat hij nu het enige Atomium heeft. Het is een obsessie geworden sinds hij als kleine jongen niet naar de expositie mocht gaan van zijn vader. Nu bouwt de huidige koning een replica van de Expo op zijn domein. Lambik wordt eerste minister en Jerom wordt hoofd van de bewakingsdienst. Tante Sidonia krijgt een speciale rol omdat zij aanwezig was op de echte Expo, ze werkte als gids en leidt Suske en Wiske op om mensen rond te leiden op het terrein. De boeven plegen aanslagen, maar ze mislukken allemaal. Jerom ontdekt dat de Expo niet stevig is gebouwd als een gebouw instort. Lambik ziet de professor nog meer geld ontvangen van de koning na een verhaal over dure buitenlandse werknemers. Lambik volgt de professor, maar raakt hem kwijt in een ongebruikt laboratorium.
Suske en Wiske horen van een lokale man dat er een bosmonster is en ze vinden luidsprekers bij een luchtkanaal. Tante Sidonia en Lambik sluipen in het laboratorium, maar een ontploffing volgt en ze worden gearresteerd voor spionage. Suske en Wiske waarschuwen Jerom en hij probeert het luchtrooster open te maken, maar wordt dan geraakt door een straal van de atoompers. De koning is teleurgesteld in zijn nieuwe personeel, ze vertellen dat de Expo rommel is. De professor legt uit dat de buitenlandse bedrijven rommel hebben afgeleverd, daarom is de bouw nu stilgelegd en er wordt gezocht naar een nieuwe aannemer. Als de koning hoort dat de vrienden hem verdenken van de diefstal van het Atomium wordt hij woedend. Suske en Wiske kunnen door het luchtkanaal in een onderaardse werkplaats komen en Lambik en tante Sidonia worden opgesloten in de kerkers. Er wordt gewerkt aan een superwapen in de onderaardse werkplaats, een straalvliegtuig met een atoompers, en Suske en Wiske worden ontdekt en verkleind. Ze worden bij Jerom en professor Barabas opgeborgen. Professor Molekuhl wil zijn geheime wapen voor veel geld verkopen aan buitenlandse machten, een demonstratie volgt al snel.
Tante Sidonia en Lambik worden bevrijd en zien de koninklijke wacht en de koning in kleine doosjes, ze horen dat de boeven de doosjes in het Atomium willen leggen. Als het Atomium opnieuw wordt verkleind, zullen de atomen in de doosjes verpulverd worden. Lambik en tante Sidonia verslaan de boef en Jerom verslaat het geheime wapen tijdens de demonstratie. Suske en Wiske volgen de professor naar een tunnel in een berg en vinden daar de bewusteloze Molekuhl. Hij vertelt de kinderen dat hij kon ontsnappen en liet Lambik en tante Sidonia vrij, maar werd daarna zelf weer gevangengenomen. Krimson vermomde zich namelijk als de professor en gebruikte het geld voor de bouw van de Expo voor de ontwikkeling van zijn superwapen. Krimson wil de kinderen doden, maar professor Barabas verkleint hem dan. De mens volgt nog altijd eer, macht en rijkdom en er is nog geen vrede door wetenschap. De gedachte achter de Expo 58 is dus niet gelukt, de koning stopt de bouw van zijn Expo en geeft het Atomium terug aan België. Professor Barabas heeft de draagbare teletijdmachine laten overkomen en de vrienden gaan met de koning naar 1958 en bezoeken gezamenlijk de Expo 58 in de Heizel, er lopen veel bekende stripfiguren rond en Willy Vandersteen bewondert het terrein.

## Achtergronden bij het verhaal
- Het verhaal werd geschreven ter gelegenheid van het 50-jarig bestaan van het Atomium in Brussel.
- Het thema van een gestolen atomium kwam al eens eerder aan bod in een andere reeks van Vandersteen. In het Jerom album de vreemde verzameling steelt Krimson het gebouw.

## Achtergronden bij de uitgaven
- De eerste publicatie vindt plaats in de dagbladen De Standaard en Het Nieuwsblad met 2 stroken per dag vanaf 23 april 2008. Hieraan voorafgaand is op 22 april 2008 de gebruikelijke aankondiging.
- Naast de gewone luxe uitgave in de luxe reeks verschijnen er op 25 juni 2008 ook twee speciale luxe uitgaven van dit verhaal. Een luxe uitgave in 2000 genummerde exemplaren en een superluxe uitgave in 500 exemplaren in een hardkartonnen omslag met een speciale herinneringsmunt.